# 아일랜드 맹방
아일랜드 맹방(Confederate Ireland)이란 11년 전쟁 와중인 1642년에서 1652년까지 존재한 아일랜드의 독립 정부 구성 시기를 말한다. 이때 아일랜드 섬의 3분의 2는 아일랜드 가톨릭 맹방(아일랜드어: Cónaidhm Chaitliceach na hÉireann)의 통제 하에 있었으며, 수도가 킬케니에 소재했기에 킬케니 맹방(Confederation of Kilkenny)이라고도 했다. 1641년 아일랜드 반란 이후 아일랜드 귀족, 가톨릭 사제, 군사 지도자들이 모여 정부를 형성했으며, 대의회(General Assembly)라는 입법부와 최고 평의회(Supreme Council)라는 행정부, 그리고 자체적인 군대를 소유하고 있었다. 맹방은 영국 왕 찰스 1세에게 충성을 맹세했다. 1649년 올리버 크롬웰이 아일랜드에 상륙하여 맹방을 멸망시켰다.

## 같이 보기
- 아일랜드의 역사
- 국가 연합